# Staphyleaceae
Staphyleaceae (Martinov, 1820) è una famiglia di piante appartenente all'ordine Crossosomatales, per la prima volta descritte dal botanico russo Ivan Ivanovič Martinov nella sua opera Tekhno-Botanīcheskiǐ Slovar. Si tratta di un taxon di ridotte dimensioni, contenente solo 43 specie.
La maggior parte dei generi qui inclusi è originaria delle aree a clima tropicale di America meridionale, Africa e Sud-est asiatico, con l'eccezione di Staphylea che è presente anche nelle aree temperate dell'emisfero boreale.

## Tassonomia
All'interno della famiglia Staphyleaceae sono inclusi i seguenti 3 generi:
- Dalrympelea Roxb.
- Staphylea L.
- Turpinia Vent.

I due generi Huertea e Tapiscia, inizialmente qui inclusi, con l'aggiornamento alla classificazione APG III sono stati inseriti nel nuova famiglia delle Tapisciaceae, ordine Huerteales, posizione poi confermata nella più recente classificazione APG IV.